# David López-Zubero
David López-Zubero Purcell (Jacksonville, Florida, 11 de febrero de 1959) es un exnadador español especialista en estilo mariposa. Nació en los Estados Unidos  (donde su padre José Luis López-Zubero, oftalmólogo español, se había instalado en 1955), pero siempre compitió por España. Su logro más significativo fue una medalla de bronce en los 100 metros mariposa en los Juegos Olímpicos de Moscú 1980. Es hermano de los también nadadores olímpicos españoles Martín López-Zubero y Julia López-Zubero.
Su hermano Martín y él forman parte de las cuatro únicas parejas de hermanos que han ganado medallas olímpicas en competiciones de natación. Los demás son Duke Kahanamoku y Sam Kahanamoku, y Warren Kealoha y Pua Kealoha (los cuatro en la década de 1920), y Bruce Furniss y Steve Furniss en la década de 1970.

## Palmarés internacional
| Juegos Olímpicos               | Juegos Olímpicos | Juegos Olímpicos  | Juegos Olímpicos |
| Año                            | Lugar            | Medalla           | Prueba           |
| ------------------------------ | ---------------- | ----------------- | ---------------- |
| 1980                           | Moscú (Rusia)    | Medalla de bronce | 100 m mariposa   |
| Campeonato Europeo de Natación |                  |                   |                  |
| Año                            | Lugar            | Medalla           | Prueba           |
| 1983                           | Roma (Italia)    | Medalla de plata  | 100 m mariposa   |